# 10 maj
10 maj är den 130:e dagen på året i den gregorianska kalendern (131:a under skottår). Det återstår 235 dagar av året.

## Återkommande bemärkelsedagar

### Nationaldagar
- Mikronesiska federationens nationaldag ("Konstitutionsdagen", till minne av autonomin från USA 1979)

## Namnsdagar

### I den svenska almanackan
- Nuvarande – Esbjörn och Styrbjörn
- Föregående i bokstavsordning
  - Elvira – Namnet infördes 1986 på 30 juni. 1993 flyttades det till dagens datum och 2001 till 1 mars.
  - Elvy – Namnet infördes på dagens datum 1986, men utgick 2001.
  - Epimachus – Namnet fanns, till minne av martyren Epimachus från 200-talet, på dagens datum före 1831, då det utgick till förmån för Esbjörn.
  - Esbjörn – Namnet infördes på dagens datum 1831, då det ersatte det äldre Epimachus. Det fanns där fram till 1993, då det flyttades till 12 juni, men återfördes 2001 till dagens datum.
  - Essy – Namnet infördes på dagens datum 1986, men utgick 1993.
  - Styrbjörn – Namnet infördes 1986 på 13 september, men flyttades 2001 till dagens datum.
- Föregående i kronologisk ordning
  - Före 1831 – Epimachus
  - 1831–1900 – Esbjörn
  - 1901–1985 – Esbjörn
  - 1986–1992 – Esbjörn, Elvy och Essy
  - 1993–2000 – Elvy och Elvira
  - Från 2001 – Esbjörn och Styrbjörn
- Källor
  - Brylla, Eva (red.): Namnlängdsboken, Norstedts ordbok, Stockholm, 2000. ISBN 91-7227-204-X
  - af Klintberg, Bengt: Namnen i almanackan, Norstedts ordbok, Stockholm, 2001. ISBN 91-7227-292-9

### Finlandssvenska almanackan
- Nuvarande från 2020[1] – Aino, Aina
- I föregående revideringar[a][2]
  - 1929–2019 – Aina, Aino

## Händelser
- 946 – Sedan Marinus II har avlidit några dagar tidigare väljs Agapetus II till påve.
- 1503 – Under sin fjärde och sista resa till Nya världen landstiger den italiensk-spanske upptäcktsresanden Christofer Columbus på en liten ögrupp söder om Juana (nuvarande Kuba) och väster om Santiago (nuvarande Jamaica). Han ger öarna namnet Las Tortugas, på grund av den rikliga förekomsten av havssköldpaddor (spanska: tortuga) där. Redan i slutet av 1500-talet döper engelsmännen dock om ögruppen till Caymanöarna, efter den lokala indianstammen Neo-Tainos ord för alligator (caiman).
- 1796 – En fransk styrka på 17 500 man, ledd av general Napoleon Bonaparte, anfaller och besegrar en retirerande österrikisk eftertrupp på 9 500, ledd av generalerna Johann Peter Beaulieu och Karl Philipp Sebottendorf i slaget vid Lodi i Lombardiet (i nuvarande Norditalien). Fransmännen förlorar mellan 500 och 2 000 man, medan österrikarna förlorar 2 000. Tack vare att det är en eftertrupp som utkämpar slaget, hinner den österrikiska huvudarmén fortsätta sin reträtt och komma undan fransmännen. Slaget får därför ingen större strategisk betydelse, men Napoleon använder segern som propaganda, för att odla myten om sig själv som oövervinnerlig.
- 1809 – Den svenske kungen Gustav IV Adolf, som har blivit arresterad på Stockholms slott den 13 mars och abdikerat för egen del (men inte för sina ättlingar) den 29 i samma månad, blir formellt avsatt av den svenska riksdagen. Därmed förlorar han och alla hans arvingar för all framtid rätten till den svenska kronan. Medan Gustav Adolf snart blir landsförvisad väljs en knapp månad senare hans farbror hertig Karl till ny svensk kung.
- 1854 – Det danska folketinget antar lagen tyendeloven, i vilken tjänsteflickors och hembiträdens arbetsförhållanden regleras.[3] Arbetsgivaren kan kräva, att de finns till hands dygnet runt och är inte skyldig att ge dem mer än en ledig söndagseftermiddag varannan vecka. Dessutom har han rätt att straffa dem och begränsa deras fritid. Lagen blir mycket avskydd och redan i slutet av 1800-talet börjar krafter verka för att upphäva den, något som blir verklighet 1921, då den ersätts av medhjælperloven.[4]
- 1857 – Natten till den 11 maj utbryter i Indien ett uppror mot det Brittiska ostindiska kompaniet, vilket går till historien som sepoyupproret och börjar som en revolt bland indiska soldater i brittisk tjänst (så kallade sepoyer), men också utgör en reaktion mot kompaniets styre i Indien. Det varar i över ett år (till juni året därpå) och leder till, att den brittiska staten tar över styret över Indien från kompaniet och formellt upprättar Brittiska Indien den 2 augusti 1858.
- 1871 – Frankrike sluter fred med det nybildade Kejsardömet Tyskland i Frankfurt am Main, vilken avslutar det fransk-tyska kriget, som har utbrutit året före. Eftersom Tyskland står som segrare tvingas Frankrike avstå området Alsace-Lorraine och betala krigsskadestånd på fem miljarder guldfranc till Tyskland. Denna fred skapar en revanschstämning i Frankrike, som kommer att vara till första världskrigets utbrott 1914.
- 1905 – Anna Jarvis från Philadelphia introducerar mors dag i USA, för att hedra minnet av sin mor, på årsdagen av dennas bortgång. Under de följande åren sprider sig firandet i USA och 1914 har dagen närmast fått status av nationell helgdag. Den kommer snart också till Europa och firas i Sverige första gången 1919, på initiativ av författaren Cecilia Bååth-Holmberg. Dagen får dock olika datum i olika länder och numera firas den exempelvis andra söndagen i maj i USA och sista söndagen i maj i Sverige
- 1917 – Sedan Tyskland i februari har återupptagit det oinskränkta ubåtskriget under det pågående första världskriget och ententen därför i mars och april har gjort stora fartygsförluster har det brittiska sjökrigsministeriet i slutet av april beslutat att införa ett konvojsystem för brittiska fartyg med krigsförnödenheter. Denna dag avgår därför den första konvojen (från Gibraltar) och anländer till Storbritannien den 22 maj.
- 1933 – Drygt tre månader efter det nazistiska maktövertagandet i Tyskland håller nazisterna ett bokbål utanför operan i Berlin, där man bränner 18 000 verk, som anses strida mot den nazistiska ideologin.
- 1940
  - Tyskland inleder ett stort upplagt anfall på västfronten under andra världskriget, genom att anfalla det neutrala Benelux (Belgien, Nederländerna och Luxemburg) och på så vis gå runt det franska försvarsverket Maginotlinjen. Därmed upphör det så kallade låtsaskriget, som har varat sedan krigsutbrottet 1939, då Frankrike och Storbritannien visserligen har förklarat krig mot Tyskland, men inga nämnvärda stridigheter har utkämpats mellan länderna. Inom några dagar blir Beneluxländerna besegrade och Frankrike faller i tyska händer inom en dryg månad.
  - Brittiska trupper inleder en ockupation av det danska kungariket Island, för att förhindra att Tyskland sätter sig i besittning av ön, en månad efter att tyskarna har ockuperat Danmark. Året därpå övertas ockupationen av USA och 1944 utropar Island sin fullständiga självständighet från Danmark.
  - Sedan den brittiske premiärministern Neville Chamberlain de senaste månaderna har utsatts för skarp kritik för sitt sätt att sköta Storbritanniens del i andra världskriget och nyligen med nöd och näppe klarat sig undan en misstroendeförklaring väljer han denna dag att avgå från posten. Han efterträds av Winston Churchill, som kommer att leda Storbritannien till krigsslutet 1945.
- 1941 – Den tyske vicekanslern Rudolf Hess (Hitlers ställföreträdare) ger sig på eget bevåg iväg till Storbritannien i ett flygplan för att mäkla fred mellan britterna och tyskarna. Han landar i Skottland, men sätts genast i krigsfångenskap. Hitler och den tyska statsledningen tar officiellt avstånd från handlingen och Hess blir utesluten ur det tyska nazistpartiet samt fråntagen alla sina uppdrag i Tyskland, där han efterträds av Martin Bormann.
- 1963 – Sveriges riksdag beslutar att Sverige ska övergå från vänster- till högertrafik 1967, trots att 82,9 procent av de röstande har röstat för att behålla vänstertrafiken i folkomröstningen i frågan 1955. Efter en stor informationskampanj och förberedelser i mitten av 1960-talet och särskilt under det aktuella året införs högertrafiken den 3 september 1967.
- 1968 – Minnessedeln ”Sveriges Riksbank 1668–1968” utges av Sveriges riksbank.
- 1981 – I den andra omgången av årets franska presidentval besegrar Socialistiska partiets kandidat François Mitterrand den sittande presidenten Valéry Giscard d’Estaing från Unionen för fransk demokrati med 51,76 procent av rösterna mot d’Estaings 48,24 procent (i den första valomgången den 26 april har d’Estaing fått 28,32 procent och Mitterrand 25,85). Den 21 maj kan Mitterrand därför tillträda som den förste socialistiske presidenten i Frankrike under femte republiken och han kommer att sitta på posten till 1995.
- 1994 – Nelson Mandela installeras som Sydafrikas förste svarte president, sedan hans parti African National Congress (ANC) med 62,65 procent har vunnit parlamentsvalet den 27 april, som var det första, där även svarta fick rösta. Han kommer att inneha posten till 1999.

## Födda
- 213 eller 214 – Claudius II Gothicus, romersk kejsare 268–270
- 1265 – Fushimi, kejsare av Japan 1287–1298
- 1727 – Anne Robert Jacques Turgot, fransk ekonom, Frankrikes marinminister 1774 och finansminister 1774–1776
- 1742 – Johan Ture Bielke, svensk friherre, delaktig i mordet på Gustav III
- 1746 – Gaspard Monge, fransk matematiker
- 1748 – Louis Jean Pierre Vieillot, fransk ornitolog
- 1760 – Claude Joseph Rouget de Lisle, fransk författare, kompositör och officer
- 1770 – Louis Nicolas Davout, fransk militär, marskalk av Frankrike
- 1792 – Willie Person Mangum, amerikansk whigpolitiker, senator för North Carolina 1831–1836 och 1840–1853
- 1810 – Thomas Watkins Ligon, amerikansk demokratisk politiker, guvernör i Maryland 1854–1858
- 1823 – John Sherman, amerikansk republikansk politiker, USA:s finansminister 1877–1881 och utrikesminister 1897–1898
- 1827 – William Windom, amerikansk republikansk politiker, USA:s finansminister 1881 och 1889–1891
- 1838 – John Wilkes Booth, amerikansk skådespelare, mest känd som president Abraham Lincolns mördare
- 1848 – Lafayette Young, amerikansk republikansk politiker och publicist, senator för Iowa 1910–1911
- 1866 – Léon Bakst, rysk målare och scenograf
- 1875 – Eugen Schauman, finländsk student, aktivist och attentator, mest känd för att ha mördat Finlands ryske generalguvernör Nikolaj Bobrikov
- 1878 – Gustav Stresemann, tysk politiker, industriman och nationalekonom, Tysklands rikskansler 1923 och utrikesminister 1923–1929, mottagare av Nobels fredspris 1926
- 1879 – Carl Bergsten, svensk arkitekt
- 1880 – Robert Jonsson, svensk skådespelare och sångare
- 1881 – Ivar Kalling, svensk skådespelare och teaterledare
- 1885 – Mae Murray, amerikansk skådespelare
- 1886
  - Karl Barth, schweizisk reformert teolog
  - Torsten Winge, svensk skådespelare och regissör
- 1890 – Alfred Jodl, tysk nazistisk militär och generalöverste
- 1897 – Einar Gerhardsen, norsk arbeiderpartistisk politiker, Norges statsminister 1945–1951, 1955–1963 och 1963–1965
- 1899 – Fred Astaire, amerikansk skådespelare, dansare och koreograf
- 1902 – David O. Selznick, amerikansk filmproducent
- 1908 – Johannes Hentschel, tysk elektriker och mekaniker
- 1915 – Denis Thatcher, brittisk affärsman, gift med premiärministern Margaret Thatcher
- 1920 – Eva Henning, svensk skådespelare
- 1925 – Hasse Jeppson, svensk fotbollsspelare, VM-brons 1950
- 1926 – Alfreda Markowska, polsk rom som under andra världskriget räddade cirka femtio romer och judar undan nazisterna (död 2021)
- 1928 – Arnold Rüütel, estnisk politiker, Estlands president 2001–2006
- 1930 – George E. Smith, amerikansk fysiker, mottagare av Nobelpriset i fysik 2009 (död 2025)
- 1931 – Ettore Scola, italiensk manusförfattare och filmregissör
- 1933 – Jean Becker, fransk regissör och skådespelare
- 1940 – Bill Cash, brittisk konservativ politiker, parlamentsledamot 1984–2024
- 1944 – Ulf Dageby, svensk kompositör och musiker (död 2024)
- 1945 – Mats Wahl, svensk författare och manusförfattare
- 1946
  - Donovan Leitch, brittisk musiker med artistnamnet Donovan
  - Knut Husebø, norsk skådespelare och bildkonstnär
- 1948 – Meg Foster, amerikansk skådespelare
- 1950 – Fernando Pereira, nederländsk fotograf
- 1952 – Kikki Danielsson, svensk artist
- 1955 – Mark David Chapman, amerikansk man, mest känd som John Lennons mördare
- 1957 – John Simon Ritchie, brittisk musiker med artistnamnet Sid Vicious, sångare i punkgruppen Sex Pistols
- 1958 – Rick Santorum, amerikansk republikansk politiker, senator för Pennsylvania 1995–2007
- 1960
  - Paul Hewson, irländsk musiker med artistnamnet Bono, sångare i rockgruppen U2
  - Dean Heller, amerikansk republikansk politiker, senator för Nevada 2011–2019
  - Per-Gunnar Hylén, svensk skådespelare
- 1964
  - Mats Malm, litteraturvetare och översättare, ledamot av Svenska Akademien 2018–, dess ständiga sekreterare 2019–
  - Susie Päivärinta, svensk sångare
- 1966 – Jonathan Edwards, brittisk friidrottare (trestegshoppare), OS-guld 2000
- 1969 – Dennis Bergkamp, nederländsk fotbollsspelare
- 1972 – Katja Seizinger, tysk alpin skidåkare
- 1973 – Tora Sudiro, indonesisk skådespelare
- 1975 – Adam Deadmarsh, kanadensisk ishockeyspelare
- 1977
  - Nick Heidfeld, tysk racerförare
  - Tina Wilhelmsson, svensk visartist
- 1983 – Gustav Fridolin, svensk politiker, språkrör för Miljöpartiet 2011–2019, statsråd 2014–2019
- 1985 – Odette Yustman, amerikansk skådespelare
- 1997 – Anna Anvegård, svensk fotbollsspelare, VM-brons 2019, OS-silver 2020

## Avlidna
- 1566 – Leonhart Fuchs, 65, tysk botanist
- 1580 – Erasmus Nicolai Arbogensis, 50, hovpredikant och domprost i Västerås stift
- 1641 – Johan Banér, 44, svensk militär, riksråd och fältmarskalk
- 1657 – Gustaf Horn, 64, svensk greve, militär, fältmarskalk och riksråd, Sveriges riksmarsk sedan 1653
- 1696 – Jean de La Bruyère, 50, fransk hovman och författare
- 1702 – Antonio Gherardi, 63, italiensk målare och arkitekt
- 1774 – Ludvig XV, 64, kung av Frankrike sedan 1715
- 1775 – Caroline Mathilde av Storbritannien, 23, Danmarks och Norges drottning 1766–1772 (gift med Kristian VII)
- 1803 – Stevens Thomson Mason, 42, amerikansk demokratisk-republikansk politiker, senator för Virginia sedan 1794
- 1818 – Paul Revere, 83, amerikansk silversmed och revolutionssoldat
- 1822 – Paolo Ruffini, 56, italiensk läkare och matematiker
- 1829 – Thomas Young, 55, brittisk fysiker, läkare och hieroglyftydare
- 1849 – Katsushika Hokusai, 88, japansk ukiyo-ekonstnär
- 1853 – Jacob Burnet, 83, amerikansk jurist och nationalrepublikansk politiker, senator för Ohio 1828–1831
- 1863 – Thomas Jackson, 39, amerikansk sydstatsgeneral med smeknamnet Stonewall
- 1870 – Robert Wilson, 66, amerikansk unionistisk politiker, senator för Missouri 1862–1863
- 1892 – Fanny Churberg, 46, finländsk målare
- 1896 – Antti Ahlström, 68, finländsk industriman och kommerseråd, grundare av pappersindustrikoncernen Ahlstrom
- 1904 – Henry Morton Stanley, 63, amerikansk upptäcktsresande och journalist, mest känd för att ha hittat den skotske missionären David Livingstone vid Tanganyikasjön
- 1911 – La Fayette Grover, 87, amerikansk demokratisk politiker, guvernör i Oregon 1870–1877 och senator för samma delstat 1877–1883
- 1915 – Karl Lamprecht, 59, tysk historiker
- 1920 – John Wesley Hyatt, 82, amerikansk uppfinnare
- 1926 – Alton B. Parker, 73, amerikansk jurist och demokratisk politiker
- 1945
  - Konrad Henlein, 47, sudettysk nazistisk politiker och SS-Obergruppenführer
  - Richard Glücks, 56, tysk SS-Gruppenführer
- 1964 – Michail Larionov, 82, rysk konstnär, grundare av rayonismen
- 1973 – Karin Smirnoff, 93, finlandssvensk författare och dramatiker, dotter till August Strindberg
- 1977 – Joan Crawford, 72, amerikansk skådespelare
- 1983 – Pontus Widén, 62, svensk bandyspelare
- 1994 – John Wayne Gacy, 52, amerikansk seriemördare (avrättad)
- 2000 – Craig Stevens, 81, amerikansk skådespelare
- 2004 – Orvar Bergmark, 73, svensk bandy- och fotbollsspelare, VM-silver i fotboll 1958, förbundskapten för Sveriges herrlandslag i fotboll 1966–1970
- 2006 – Nils Strinning, 88, svensk arkitekt och formgivare
- 2008
  - Carlabel Berglund, 82, svensk ishockeyspelare med smeknamnet Kabben
  - Jessie Jacobs, 17, australisk skådespelare och sångare
- 2012
  - Horst Faas, 79, tysk nyhetsfotograf
  - Pekka Marjamäki, 64, finländsk ishockeyspelare
  - Joyce Redman, 96, brittisk Oscarsnominerad skådespelare
  - Carroll Shelby, 89, amerikansk racerförare och bilkonstruktör
- 2014 – Patrick Lucey, 96, amerikansk politiker, Wisconsins guvernör 1971–1977
- 2021 – Svante Turesson, 84, svensk musiker och sångare
- 2022
  - Leonid Kravtjuk, 88, ukrainsk politiker, Ukrainas president 1991–1994
  - Kjell Lönnå, 85, svensk körledare, programledare och kompositör
- 2024 – Hans Wahlgren, 86, svensk skådespelare, textförfattare och sångare